# クウェート

クウェート国
دولة الكويت

国の標語：なし
国歌：النشيد الوطني（アラビア語）
国歌

クウェート国（クウェートこく、アラビア語: دولة الكويت）、通称クウェートは、西アジア・中東に位置する立憲君主制国家。首都はクウェート市。
1990年にイラクに一時占領された（湾岸危機）。北と西にイラク、南にサウジアラビア、東にペルシャ湾がある。

## 国名
正式名称はアラビア語で、دَوْلَةُ الْكُوَيْتِ（ Dawlat al-Kuwayt、ダウラト・アル＝クワイト、実際の発音: ダウラトゥ・ル＝クワイト）。通称 الْكُوَيْتِ（al-Kuwayt、アル・クワイト）。アラビア語で「小さな كُوت（kūt, クート, 城）」という意味がある。クウェイトやクウェートはいずれもクワイトの口語発音（現地方言発音）。
公式の英語表記はState of Kuwait。通称 Kuwait [kuːˈweɪt]（クウェイト）。
日本語の表記はクウェート国。通称クウェート。クウェイトとも表記される。

## 歴史

### オスマン帝国
16世紀ごろより現クウェート領域はオスマン帝国の支配下にあり、統治拠点はバスラにあった。

### サバーハ家
18世紀に入ると、当地にバニー・ウトバ族のサバーハ家 (Al-Sabah) が勃興し、1756年その首長がオスマン帝国の下で当地域の統治を担うようになる。1756年現首長家（サバーハ家）による支配が始まる。サバーハ家は、サウジアラビアのサウード家を輩出したスンナ派のアナイザ族出身のバニー・ウトバ族で、バニー・ウトバ族はアラビア半島中部より移動してきたと考えられており、バーレーンのハリーファ家や有名なen:Buccaneerの片目の船長en:Rahmah ibn Jabir al-Jalahimahを輩出したen:Al Jalahmaもその一族である。このころのクウェートは漁業や真珠の採集、交易が主な産業であった。1783年には、ファイラカ島とブビヤン島の中間にある浅瀬リッカでバヌー・カアブと呼ばれるアラブ系の一族とリッカの戦いと呼ばれるものが起きて勝利した。後にバヌー・カアブはフーゼスターンへ移動した。バヌー・カアブが攻撃を行った理由は諸説ある。今日のクウェートの君主と国民の祖形として国史の重要な位置を占める。第一次サウード王国がクウェートに侵攻した際にアブドゥッラー・ビン・サバーハ・ビン・ジャービル・アッ＝サバーハはイギリス東インド会社との関係を構築した。

### イギリス

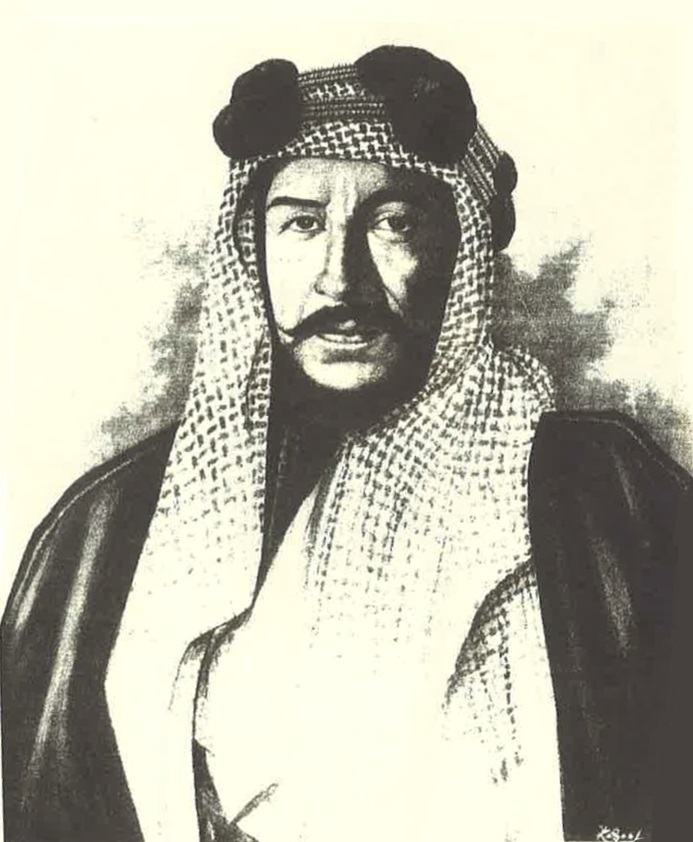
ムバラク大首長

19世紀に入ると、オスマン帝国 (en:Egypt Eyalet) は支配の綻びを繕うために当地へ軍事介入を繰り返し（オスマン・サウジ戦争）、1871年にアブドゥッラー2世・アッ＝サバーハはオスマン帝国バスラ総督となり、オスマンの庇護下（バスラ州は自治州）に入った。1899年サバーハ家のムバラク大首長は中東の植民地化を図っていたイギリスへ寝返り、イギリスの影響下に入り当地域を統治した。1899年イギリスの保護領となる。1913年にはオスマン朝とイギリス間で協定が結ばれ (en:Anglo-Ottoman Convention of 1913)、1914年にはイギリスの保護領となった。1914年イギリスの自治保護領となる。第一次世界大戦においてはオスマン朝は敗北し、イラク地域と共にイギリスの植民地となる。
1919年にクウェート・ナジュド国境戦争が、1920年10月10日にジャハラーの戦いがナジュド及びハッサ王国（現在のサウジアラビア）との間に勃発し、いずれも勝利。1922年、オカイル議定書によりサウジアラビアとの国境が画定した。サウジアラビアとの間には広大な中立地帯が設けられた。
1930年代初頭、天然真珠の交易が最大の産業で主要な外貨収入源であったクウェートは、深刻な経済危機下にあった。それは当時、日本の御木本幸吉が真珠の人工養殖技術開発に成功、これによって日本製養殖真珠が世界の宝石市場に徐々に浸透し、クウェート、バーレーン沖合で採取される天然真珠の需要を駆逐したことがその主たる理由である。それまでにイラク王国、バーレーンにおいて石油が発見されていたのでクウェートの首長、アフマド首長とクウェート政府は、新しい収入源を探すため石油利権をアメリカメロン財閥が保有するガルフ石油とイギリスのアングロ・ペルシアン石油の設立した50/50合弁会社『クウェート石油会社』に付与した。クウェート石油は1938年2月23日に、現在のブルガン油田となる巨大油田を掘り当てた。世界第二位の油田であるブルガン油田は1946年より生産を開始しており、これ以降は石油産業が主要な産業となっている。

### 独立
イギリス支配からの独立は1961年のことである。1961年6月19日、イギリスから独立。7月1日、en:Operation Vantage。1962年、第1回クウェート国民議会選挙が行われた。
湾岸危機直前の1990年1月には、1986年以降閉鎖されたままであった国民議会の再開を求めた民主化勢力が弾圧されるという事件も起きている。この弾圧を受けてクウェート国民の間で大規模な抗議デモが起こり、政府は国民議会を再開したという経緯がある。しかし、1990年の議会選挙は大半の議席が首長の任命制であったため、民主化勢力は選挙をボイコット。投票率も選挙が行われた年である85年の80%から、55%と低下した。

### クウェート侵攻

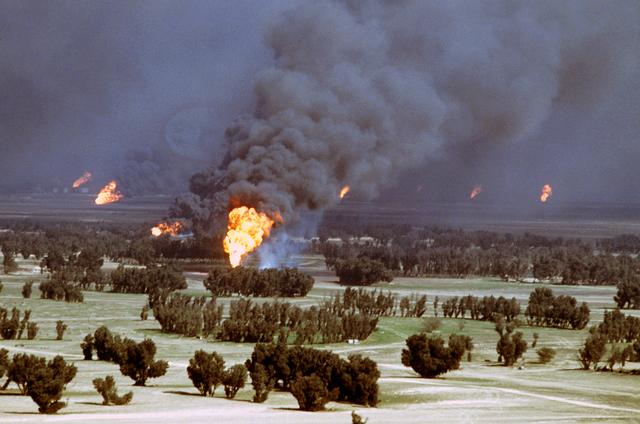
炎上するクウェートの油田

以上のような経緯から、クウェートに対するイラクの主権を認めさせようする流れが常にあった。イラクが共和制になっても初代首相のアブドルカリーム・カーシムがクウェートの領有権を主張した。1980年代以降には、イラクの世論を受けたサッダーム・フセイン大統領が、クウェートはイラクの領土であり、イギリスによって不当に分離され、現在はアメリカ合衆国がそれを引き継いでいる旨を内外へ発信した。1990年8月2日のクウェート侵攻でイラクに一時併合される。侵攻直後にイラク傀儡の暫定政府の樹立が宣言され、共和制移行を宣言し国名をクウェート共和国としたあと、イラクに併合された。イラク統治下では同国のバスラ県の一部と、新たに設置された「クウェート県」となった。一連の軍事制圧については国連において非難決議が出され、1991年1月にアメリカを中心とした多国籍軍とイラクとの間で湾岸戦争が勃発した。1991年2月26日、イラクによる占領から解放。

### 女性参政権
女性参政権は、バーレーンやカタール、オマーンなど他の湾岸諸国が先に確立した。2005年、女性参政権獲得（選挙権は21歳から、被選挙権は30歳から）。2006年6月29日、第11回クウェート国民議会選挙が行われた。定数2の25選挙区で計50の議席を249人の候補者が争った。2005年の女性参政権獲得後初の選挙で、249人の候補者のうち28人が女性であったが、初の女性議員は実現しなかった。有権者数34万248人（女性は19万5,000人）、投票数22万3187人（投票率は65.6%）であった。イスラム主義者を中心とする野党勢力が、改選前の29議席から33議席に増加し、過半数を占めた。7月1日、サバーハ首長は、野党勢力が伸張した国民議会選挙の結果を受け、内閣総辞職を受け入れた。
2009年5月16日のクウェート国民議会選挙（定数50）で初の女性議員4人が誕生した。マアスーマ・アル＝ムバーラク、サルワ・アル＝ジャサール、アシール・アワディー、ローラー・ダシュティーの4人で、いずれも博士号を持つ教育や経済の専門家。アワディ議員は2009年秋、髪を覆うベールを着用しなかったとして罰金を科されたが、その後の訴訟で「ベール着用は女性個人の自由」との判断を勝ち取っている。
2012年2月の国民議会選挙では野党勢力が大きく勝ち越したがその後憲法裁判所により選挙無効が宣言され、野党がボイコットする中で12月1日に改めて行われた国民議会選挙は政府派の圧勝に終わった。
2020年の議会選挙では女性が一人も当選できなかったが、2022年9月に行われた議会選挙では女性候補が2人当選している。

## 政治

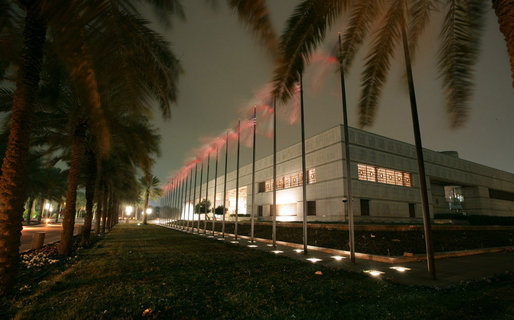
バヤン宮殿

憲法によって立憲君主制を採っているが、首相以下、内閣の要職はサバーハ家によって占められており、実態は一族独裁による事実上の絶対君主制である。憲法に基づき首長（立憲君主制）、国民議会、内閣の三者を中心とした統治形態が取られているが、首長が議会を解散できる・首相を任免できるなど権限が強化されているため、これも建国当初から有名無実化している。

### 元首
元首は首長である。首長家であるサバーハ家には、ジャービル家とサーリム家という2つの分家が存在し、交互に首長を輩出する慣習が長く続いてきた。しかし2005年にジャービル家のジャービルが没してサーリム家のサアド世子が即位すると、新首長の健康問題を理由にジャービル家を中心とするサアド降ろしが行われ、結局サアドは退位させられて、ジャービルの弟で首相であったサバーハ4世が首長に即位した。サバーハ4世は2020年9月29日に薨去し、生前に世子に指名していた弟のナワーフが翌30日に即位。クウェートの支配体制はジャービル家により固められつつある。

### 議会
議会制度の歴史は他の湾岸諸国よりも古く、1920年代の諮問議会まで遡るとされる。政党の結成は非合法化されており、すべての立候補者は無所属での出馬となる。2022年9月の議会総選挙は反政府派が10年ぶりに選挙に参加し、多数を占めたものの、2023年3月に憲法裁判所により選挙結果が無効とされた。
政党が存在しないため、有権者は選挙の公約より宗派や部族に従って投票する傾向にあることが指摘されている。
2005年には女性も投票することが可能となった。立候補も可能であるが、議員の大半は男性であり、2023年6月におこなわれた議会選挙における女性当選者は1人であった。
2024年5月10日にミシュアル首長が議会を解散し、憲法の一部条項を最長4年間停止した上で、その間は首長と首長が任命する内閣が議会の一部権限を引き継ぐと発表したため、議会は機能停止状態にある。

#### 言論の自由
第36条：意見および科学研究の自由は保証されており、すべての人は、法律で指定された条件に従って、口頭、書面、またはその他の方法で意見を表明し、公表する権利を有する。

## 国際関係

### 周辺諸国との関係
長らく近隣の湾岸協力会議の参加諸国と連携して国際関係を築いてきた。イラクとの関係は1990年のクウェート侵攻を機に断絶していたが、2010年以降は外交使節の交換が行われるなど回復しつつある。イランとの関係は、宗教上の軋轢から一線を画してきたサウジアラビアなどとは異なり一定の協調関係を築き、時にはサウジとイランの橋渡し役を担ってきた。2017年6月、湾岸諸国がイランとの関係などを理由にカタールとの断交措置に踏み切ると中立的な立場を採ったが、翌7月には自国のテロ未遂事件の容疑者がイランへ逃げ込むとイランの大使館業務の一部閉鎖や大使館員の国外退去などの措置を行った。

### 日本との関係
1961年6月の独立時にはイラクがクウェートの領有権を主張していたため国際的な承認がほとんど得られない中で、日本とは同年12月に国交を樹立した。(欧米各国との国交樹立がなされたのは、1963年10月にイラクがクウェート独立を承認した後であった)。
湾岸戦争の際、日本政府は1兆円を超える資金援助をしたが、戦後クウェート政府が発表した協力国への感謝リストから日本だけが外された。人的派遣をしなかったためではないかとも言われていたが、クウェート側による単純ミスであったことが判明している。自衛隊は、湾岸戦争時にペルシャ湾にばらまかれた機雷除去作業に協力した。
同国からは東日本大震災に際し、500万バレルの原油が無償援助されたことがある。また、東日本大震災で被災した三陸鉄道ではクウェート政府の資金援助総額500億円から新車両3両を南リアス線に導入した。また、アクアマリンふくしまの復興に300万ドルの復興支援金を送り、アクアマリンふくしまはその謝意を表すために「クウェート・ふくしま友好記念日本庭園」を整備した 。

## 軍事
陸海空三軍を有し、さらに国家警備隊や沿岸警備隊も保持している。1990年のイラクによる侵攻時には、短時間で国土を占領されている。1991年の湾岸戦争時には脱出した一部部隊が自由クウェート軍として参戦した。湾岸戦争後はアメリカ軍が駐留し、2003年のイラク戦争時には出撃拠点となっている。

## 地理
ケッペンの気候区分では、国土のほぼ全てが砂漠気候 (BW) であり、山地・丘陵などはなく、平地である。島嶼は9つあり、最大のブビヤン島は、本土と橋で結ばれている。夏季の4 - 10月は厳しい暑さとなり、さらにほとんど降水もないため、焼け付くような天気と猛烈な砂嵐が続く。ただし沿岸部は湿度が高く、サウナのようになる。冬季の12月から3月は気温も下がり快適な気候となるため、避寒地として有名である。時折雷を伴った激しい雨が降り、道路の冠水が見られることもある。
| - クウェートの地図 - 衛星写真 |

## 地方行政区分
- アハマディ県 - アハマディ

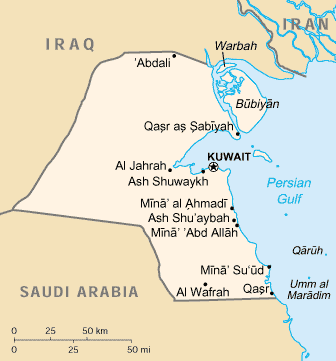
アースィマ県（クウェート県）- クウェート市
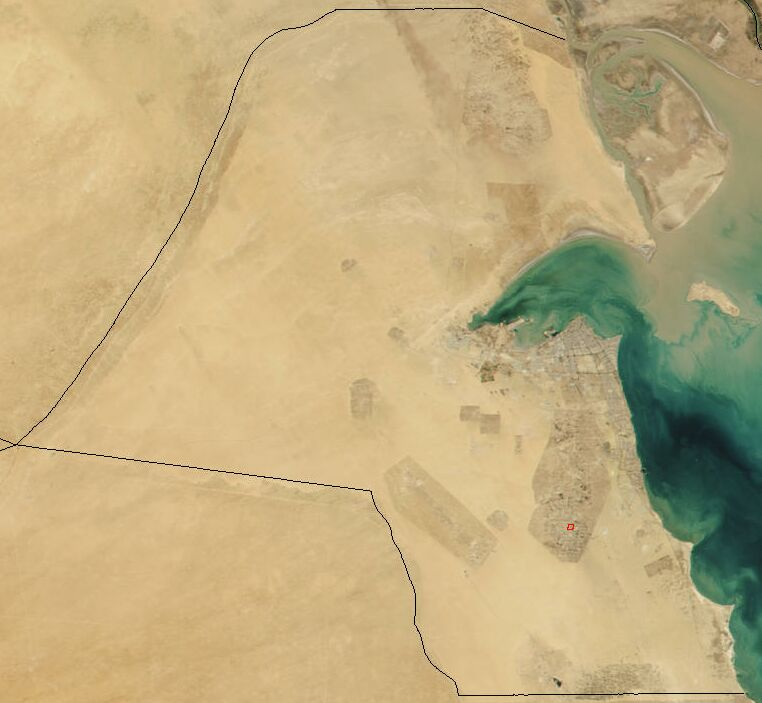
衛星写真

- ファルワーニーヤ県 - ファルワーニーヤ
- ジャハラー県 - ジャハラー
- ハワッリー県 - ハワッリー
- ムバーラク・アル＝カビール県 - ムバーラク・アル＝カビール

## 経済

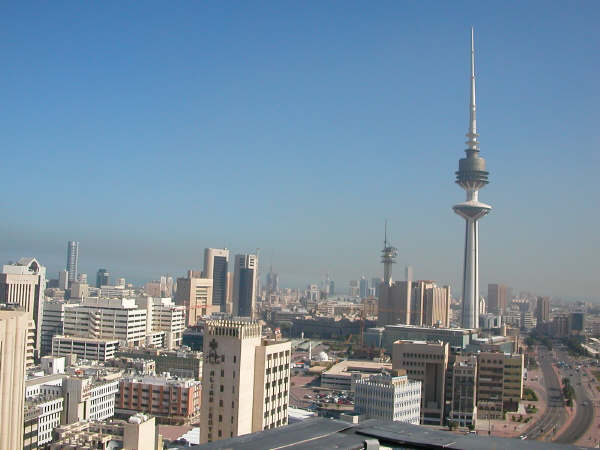
クウェートの首都、クウェート市

IMFの統計によると、2015年のGDPは約1232億ドルであり、静岡県とほぼ同じ規模である。同年の一人当たりGDPは2万9982ドルである。
石油が主要産業であり、2016年現在の生産量は300万バレル/日を超える。世界第4位の埋蔵量がある。そのため、レンティア国家の一つに数えられる。湾岸戦争により大きな被害を受けたが、1994年に戦前の水準まで回復した。原油価格の高騰による豊富なオイルマネーによって、産業基盤の整備や福祉・教育制度の充実を図っており、ほとんどの国民は国家公務員・国営企業の社員として働いている。石油収入を利用した金融立国や産業の多角化を目指して外国からの投融資環境を整備したため莫大な雇用が創出され、不足している労働力は周辺外国人が補っている。また、このような砂漠気候では農業は発達せず、食料は外国に大きく依存している。失業率は1.2%と低水準。将来的には石油の枯渇が懸念されるが当面は高い生産量を維持可能であると予想されている。

## 国民

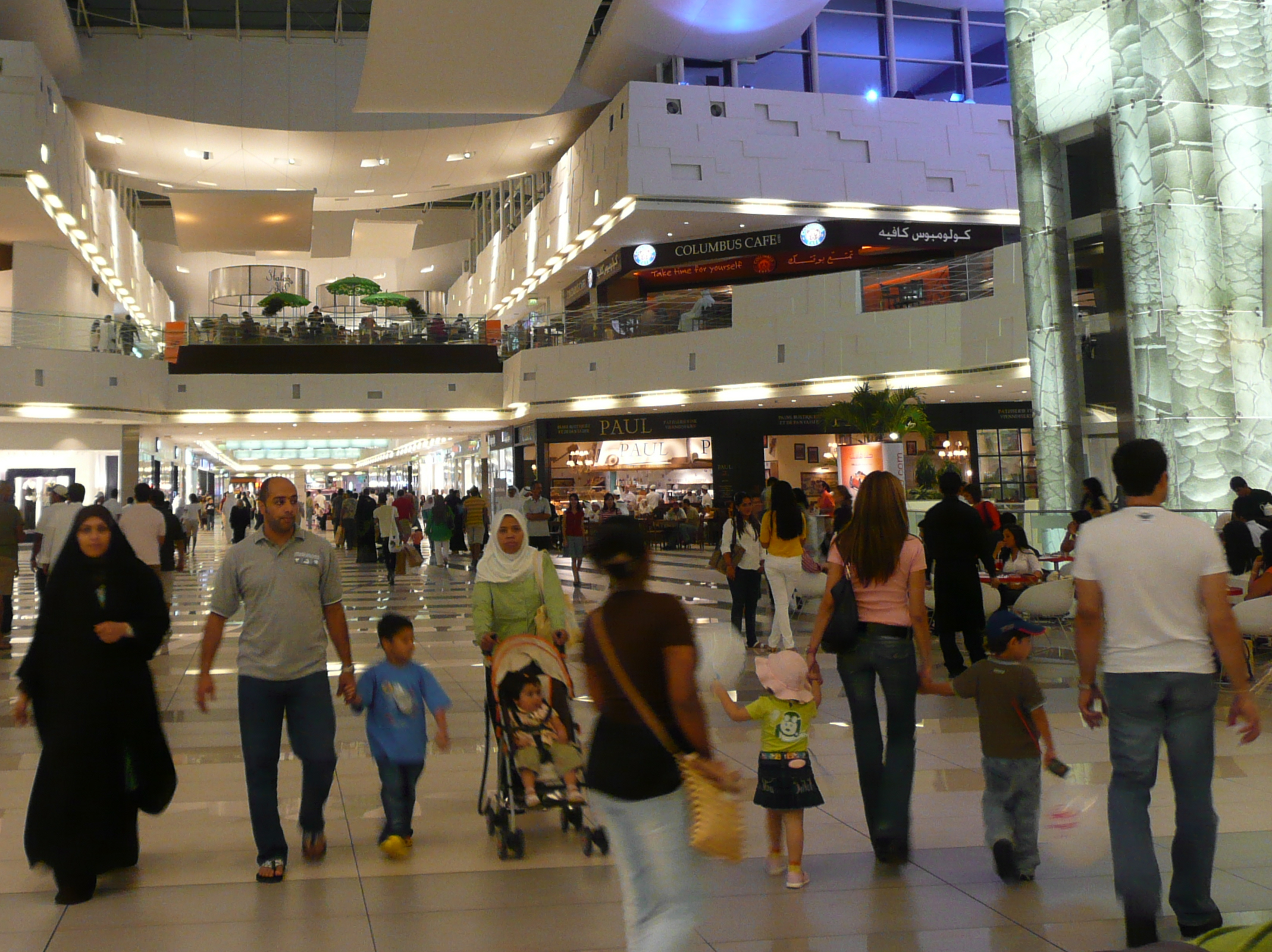
ショッピングモールの買い物客

### 人口構成
| 国籍           | 国籍           | 国籍 | 国籍 | 国籍 |
| -------------- | -------------- | ---- | ---- | ---- |
|                |                |      |      |      |
| クウェート国籍 | クウェート国籍 |      | 40%  | 40%  |
| 外国籍         | 外国籍         |      | 60%  | 60%  |

### 民族
住民は、アラブ人（クウェート人）が45%、アラブ人（クウェート以外の地域）が35%、南アジア系（印僑）が9%、イラン人が4%、その他が7%である。2011年統計によると全人口のうちクウェート国籍は40%に過ぎず、60%を外国人労働者が占めている。他の湾岸諸国と同じように、インド人、パキスタン人、バングラデシュ人、エジプト人やフィリピン人が多い。なお、ビドゥーンと呼ばれる多くの無国籍の人々がいる。

### 言語
言語は、アラビア語が公用語だが、英語も広く使われている。

### 宗教
宗教は、イスラム教が85%（内訳: スンナ派70%、シーア派30%）と最も多い。その他15%は、キリスト教、ヒンドゥー教などである。

### 教育
教育制度は小学校5年、中学校4年、高校3年、大学4年の、5・4・3・4制である。

## 文化

### 祝祭日
| 日付    | 日本語表記           | 現地語表記 | 備考 |
| ------- | -------------------- | ---------- | ---- |
| 1月1日  | 元日                 |            |      |
| 2月25日 | クウェート建国記念日 |            |      |
| 2月26日 | クウェート解放記念日 |            |      |

### スポーツ
サッカー
クウェート国内でも他の中東諸国と同様に、サッカーが圧倒的に1番人気のスポーツとなっている。1961年にはサッカーリーグのクウェート・プレミアリーグが創設された。クウェートサッカー協会（KFA）によって構成されるサッカークウェート代表は、いわゆる古豪として認識されており、特に1970年代から1980年代にかけてアジア地域において無類の強さを誇っていた。ガルフカップでは歴代最多10度の優勝に輝いており、1970年大会から1976年大会まで前人未到の4連覇を達成した。さらにAFCアジアカップでは、自国開催となった1980年大会で悲願の初優勝を果たした。FIFAワールドカップには1982年大会に1度出場しているが、グループリーグ敗退に終わった。
クリケット
クリケットも人気スポーツの一つである。1998年に国際クリケット評議会に加盟した。クウェートはICCワールドクリケットリーグや地域の19歳以下ICCワールドカップ予選、シニア、ジュニア、女子クリケットなど数多くの国際トーナメントを開催した。国内競技連盟のクウェートクリケットは、地元住民にクリケットを普及させ、競技レベルまで発展させる取り組みを主導している。女子クリケットにも力を入れており、シニアとU-19レベルの両方で非常に競争力のある女子クリケットチームに成長した。国内の外国人労働者の多くがクリケットが非常に盛んな南アジア出身であることも、クリケット人気の要因の一つとなっている。

## 交通

### 鉄道
クウェート市を中心に、2020年から運行開始予定の都市鉄道システムの建設計画がある。路線は1号線から4号線があり、5段階で建設予定。